# Gore (album)
Gore is het achtste studioalbum van de Amerikaanse rockband Deftones. Het album werd op 8 april 2016 uitgebracht door Reprise Records. Nadat bassist Chi Cheng in 2013 vanuit zijn coma is overleden, is dit Deftones' eerste studioalbum. Jerry Cantrell (Alice in Chains) heeft een gastrol in het nummer "Phantom Bride".
| 1.                 | Prayers/Triangles                        | 3:38 |
| 2.                 | Acid Hologram                            | 4:06 |
| 3.                 | Doomed User                              | 4:27 |
| 4.                 | Geometric Headdress                      | 3:29 |
| 5.                 | Hearts/Wires                             | 5:21 |
| 6.                 | Pittura Infamante                        | 4:04 |
| 7.                 | Xenon                                    | 3:17 |
| 8.                 | (L)MIRL                                  | 5:02 |
| 9.                 | Gore                                     | 4:59 |
| 10.                | Phantom Bride (featuring Jerry Cantrell) | 4:53 |
| 11.                | Rubicon                                  | 4:58 |
| Totale duur: 48:14 |                                          |      |

## Bezetting
Bandleden
- Stephen Carpenter – gitaar
- Abe Cunningham – drums
- Frank Delgado – keyboard, sampler
- Chino Moreno – zang, gitaar
- Sergio Vega – basgitaar